# 3 Юнона
(3) Юнона е астероид, открит на 1 септември 1804 г. от немския астроном Карл Лудвиг Хардинг, използвал двуинчов телескоп. Разположен е в основния пояс. Носи името на Юнона, най-значимата богиня от римската митология.

## Характеристика
Юнона, главният представител на Семейство Юнона е един от най-големите астероиди в основния пояс, с диаметър от 234 km. Счита се за принадлежащ съм С-клас астероидите, тъй като е високорефлективен и съставен от никел, желязо, магнезий и силикати.
Юнона съставлява около 1,0% от цялата маса на астероидния пояс. По размери е на десето място. Съревновава се с 15 Евномия за честта да бъде най-големият от каменните астероиди от S-клас, въпреки че новите изчисления поставят Юнона на второ място.
Сред останалите астероиди от неговия клас, Юнона е с особено отразителна повърхност, което е показателно за разнообразен състав. Силната отразителност обяснява неговата относително висока звездна величина за малък обект, разположен делече от вътрешния ръб на астероидния пояс. Юнона може да достигне благоприятна опозиция от +7,5, която е по-светла от тази на Нептун и Титан и това обяснява по-ранното му откриване от това на по-големите астероиди Хигия, Европа и Давид. В повечето си опозиции Юнона достига около +8,7 – видим само с бинокуляри и при малки елонгации.
Юнона първоначално е смятан за планета, заедно с 1 Церера, 2 Палада и 4 Веста. През 1811 г. Йохан Шрьодер изчислява диаметъра му на 2290 km. Прекласифициран е на астероид заедно с другите три след откриването на много други астероиди. Малкият размер на Юнона и неправилната му форма изключват възможността да бъде класифициран като планета джудже.
Орбитата му е малко по-близка до Слънцето от тази на Церера и Палада. Инклинацията ѝ е около 12° към еклиптиката и има ексцентрицитет по-висок от на Плутон.

## Наблюдения
Според Джеймс Хилтън орбитата на Юнона през 1839 г. се е променила незначително, вероятно под гравитационното въздействие или сблъсък с друго тяло.
Юнона е първият астероид, наблюдаван по време на окултация. На 19 февруари 1958 г. той затъмнява звездата (SAO 112328). Впоследствие са наблюдавани още няколко окултации.
През 2003 г. Юнона е заснет от телескопа Хукър на обсерваторията Mount Wilson, който използва адаптивна оптика. Определен е диаметър от 267 km, като общата форма на астероида е неправилна. След наблюдения в инфрачервения диапазон е установено наличието на 100 километров кратер, образуван в близкото минало (в геоложки мащаб) на астероида. Спектрографски наблюдения показват че Юнона вероятно е източникът на често срещаните скалисти метеорити, наречени хондрити, съдържащи примеси от оливин и пироксин.
| Анимация Движението на Юнона сред звездите в заден план | Звездно поле Юнона по време на окултация през 2009 година |